# مجيد بقاس
مجيد بقاس فنان مغربي ولد بمدينة زاكورة سنة 1957 ونشأ في مدينة سلا. يشتهر كواحد من معلمي موسيقى غناوة في المغرب. يتقن بقاس العزف على عدة آلات كالكمبري والقيثارة والعود، إضافة إلى كونه يغني.